# Julie Night
Julie Night (Long Beach, California; 2 de julio de 1978) es una actriz pornográfica estadounidense.
Night tomó un trabajo como desnudista mientras iba a la escuela al norte de California. También fue a clases de ingeniería eléctrica en Cal State, ubicada en Long Beach. Mientras ello sucedía empezó a aparecer en películas para adultos. En enero de 2006 hizo su debut en San Francisco.

## Premios
- 2003 Premios XRCO – Superslut
- 2003 Premios XRCO – Best Threeway – Mason's Dirty Tricks[4]
- 2004 Premios XRCO – Escena grupal – Baker's Dozen 2[5]
- 2004 Premios AVN – Escena sexual más outrageous – Perverted Stories The Movie[6]
- 2004 Premios AVN – Mejor escena de Sexo Grupal- Video; Back 2 Evil[6]

## Filmografía Parcial
- Deep Throat This 6 (2002)
- ATM Machine 2 (2003)
- Baker's Dozen 2 (2004)
- Gag Factor 15 (2004)
- I've Never Done That Before 9 (2004)
- Belladonna: No Warning 1 (2005)
- Young And Stuffed (2006)
- Anal Acrobats (2007)